# Högt bland Saarijärvis moar (roman)
Högt bland Saarijärvis moar är den första boken i den finländske författaren Väinö Linnas trilogi Här under polstjärnan (finska: Täällä pohjantähden alla), ursprungligen utgiven 1959. Huvudpersonen är torparen Jussi Koskela som med en spade dikar ut ett kärr för att göra jorden brukbar. Romanen har kommit att betraktas som en modern klassiker.
Boken inleds med orden 
| ” | I begynnelsen var kärret, gräftan och Jussi. | „ |

## Handlingen
Jussi växer upp som dräng vid en prästgård på finska landsbygden. Efter att han har gift sig ber han om och får också av prosten lov att dika ut ett kärr och bygga ett torp. Han blir därmed torpare under prästgården. Jussi är mycket arbetsam och också sparsam och lyckas, med en enorm arbetsinsats, bygga ett ovanligt stort torp som väcker omgivningens beundran men också avundsjuka på vissa håll. Som torpare äger inte Jussi torpet han har byggt eller marken, och hans största bekymmer under resten av hans liv kommer att vara risken att förlora sitt livsverk, om man från prästgården får för sig att ändra eller säga upp kontraktet.
Romanen utspelas under åren från 1884 och fram till första världskrigets början och skildrar framför allt fattiga människors mycket hårda vardagsliv och de stora sociala orättvisor som rådde men också den snabba samhällsutvecklingen vid den här tiden med socialismens frammarsch och ett växande missnöje med det ryska styret. 